# Севідов Олександр Володимирович
Олекса́ндр Володи́мирович Севі́дов (нар. 18 липня 1969 року, Донецьк, СРСР) — радянський та український футболіст і тренер.

## Біографія

### Ігрова кар'єра
Вихованець донецького «Шахтаря». Грав у дублюючому складі клубу, провів один матч у Кубку Федерації футболу СРСР, 1987 року, проти харківського «Металіста». Під час військової служби захищав кольори другої команди московського ЦСКА.
Надалі продовжив виступи у луганській «Зорі», московському «Торпедо», запорізькому «Металурзі», луганському «Динамо», російському «УралАЗі», криворізькому «Кривбасі» та донецькому «Металурзі».

### Тренерська кар'єра
З 2001 року по 2004 рік, з перервою працював у системі донецького «Металурга». У сезоні 2002/03 разом з командою став бронзовим призером чемпіонату. З 2004 по 2005 рік був головним тренером дніпродзержинської «Сталі» і разом з командою став переможцем Другої ліги України і вийшов у Першу лігу.
Влітку 2005 року Севідов був призначений на посаду головного тренера в донецькому «Металурзі». Влітку 2005 року «Металург» брав участь у кваліфікації Кубка УЄФА, у другому відбірковому раунді клуб обіграв угорський «Шопрон» (0:3, 1:2). У наступному раунді «Металург» поступився грецькому ПАОКу (1:1, 2:2), за рахунок гола на виїзді. При Севідові заграли у складі «Металурга» Олексій Полянський і Володимир Прийомов. У березні 2006 року, написавши заяву за власним бажанням, був звільнений з поста тренера «Металурга».

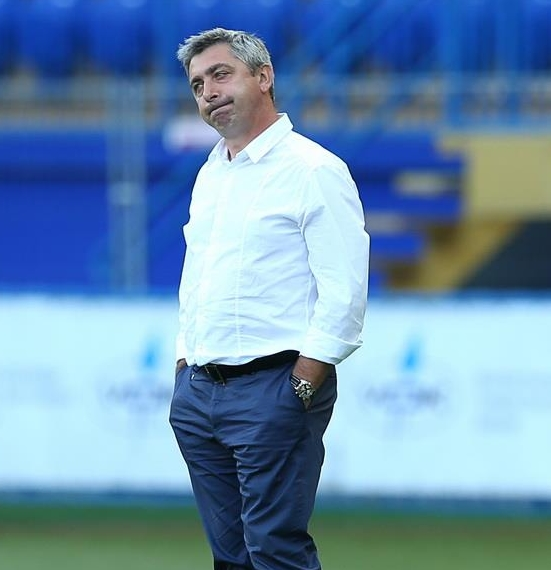
Севідов під час роботи з «Металістом». 18 липня 2015 року

Влітку 2006 року очолив харківський «Геліос», який виступав у Першій лізі України. У команді пропрацював один сезон, після чого очолив молдавський «Зімбру». Влітку 2008 року за обопільною згодою розірвав контракт з клубом.
У жовтні 2009 року очолив «Кримтеплицю» з Молодіжного, що виступала у Першій лізі України. Під керівництвом Севідова «тепличники» провели 36 матчів (16 перемог, 9 нічиїх та 11 поразок) у Першій лізі і 2 матчі (1 перемога і 1 поразка) у Кубку України. У березні 2011 року пішов у відставку з поста тренера «Кримтеплиці».
У квітні 2011 року очолив ужгородську «Говерлу-Закарпаття», яка в результаті стала чемпіоном Першої ліги. Професіональна футбольна ліга України за підсумками сезону 2011/12 назвала Олександра Севідова найкращим тренером ПФЛ. За підсумками наступного сезону у Прем'єр-лізі ужгородці зайняли передостаннє 15 місце і врятувались від вильоту лише через те, що «Кривбас» не отримав атестата на наступний сезон і залишив Прем'єр-лігу замість «Говерли». Незважаючи на це Севідов подав у відставку з поста головного тренера, яка 13 червня 2013 року була прийнята керівництвом клубу.
19 червня 2013 року підписав контракт з львівськими «Карпати», угода розрахована на три роки. 16 червня 2014 року, по завершенні сезону, який львів'яни завершили на 11 місці, Севідов за взаємною згодою сторін пішов з поста головного тренера «Карпат».
4 червня 2015 року підписав контракт з харківським «Металістом». Під його керівництвом в 23 матчах команда здобула 3 перемоги (включаючи одну технічну, над розформованим запорізьким «Металургом»), 8 нічиїх та 12 поразок. Причому три останні матчі харків'яни програли з загальною різницею м'ячів 1:16. Щоправда, 16 квітня харків'яни програли «Дніпру» 0:5 уже без Севідова, хоча формально на той момент він ще залишався головним тренером. На прес-конференції після гри в Дніпропетровську Олександр Мартюк, який виконував обов'язки тренера у тому матчі, повідомив, що Севідов вже тиждень перебуває в лікарні під наглядом лікарів. Через два дні, 18 квітня 2016 року подав у відставку, яка була прийнята.
21 червня 2016 року очолив маріупольський «Іллічівець».
2020 року дисциплінарний комітет УАФ через можливі порушення Кодексу етики та чесної гри ФК «Суми» заборонив Севідову на 5 років вести будь-яку діяльність, пов'язану з футболом.
20 травня 2021 року УАФ назавжди усунула Севідова від футболу, задовольнивши скаргу Комітету з етики та чесної гри.

## Досягнення
- Бронзовий призер чемпіонату України: 2002/03
- Переможець Першої ліги України (2): 2011/12, 2016/17
- Переможець Другої ліги України: 2003/04